# Canon EOS 100D
Canon EOS 100D, được biết tới tại Mỹ là EOS Rebel SL1 và EOS Kiss X7 tại Nhật, là máy ảnh phản xạ ống kính đơn kỹ thuật số 18.0-megapixel ra mắt bởi Canon vào ngày 21-3-2013. Nó được mô tả là DSLR nhỏ nhất thế giới đang được sản xuất ở định dạng cảm biến APS-C. Canon sử dụng phiên bản cảm biến APS-C nhỏ hơn các hãng khác như Nikon, Pentax, and Sony, với hệ số cắt 1.6 thay vì 1.5. Máy nặng 407g gồm thẻ nhớ và pin. Máy được sản xuất với 2 màu vỏ là đen và trắng. Ống kính kit là 18-55 f/3.5-5.6 IS STM, cũng có 2 màu vỏ là đen và trắng.

## Đặc điểm
EOS 100D chia sẻ nhiều tính năng với phiên bản ở kích cỡ lớn hơn là Canon EOS 700D. Tuy vậy, hệ thống lấy nét tự động ở Live view đã được cải thiện, có tên gọi là Hybrid CMOS AF II với độ bao phủ 80%.  700D sử dụng phiên bản đầu tiên là Hybrid CMOS AF cho độ bao phủ thấp hơn.
Các đặc điểm nổi bật bao gồm:
- Cảm biến APS-C CMOS 17,9 megapixel
- Bộ xử lý hình ảnhDIGIC 5 14-bit
- Ống ngắm có độ bao phủ 95% và độ phóng đại 0.87
- Quay video Full HD 1080p ở 24p, 25p (25 Hz) and 30p (29.97 Hz) với drop frame timing
- Quay video HD 720p ở  50p (50 Hz) và 60p (59.94 Hz)
- Chế độ chụp liên tiếp 4 hình/s
- Màn hình cảm ứng LCD 3" Clear View II 1.040.000 chấm. Tuy vậy, 100D sử dụng màn hình cố định chứ không dùng màn hình xoay lật như 600D, 650D, 700D
- lỗ cắm 3.5 cho mic hoặc tai nghe
- Hệ thống lấy nét 9 điểm với điểm chính giữa dạng ngang dọc thừa kế từ 600D.
- Nút chọn chế độ chụp có thể xoay 360 độ như 700D.
- Creative Filter bao gồm: Mắt cá, máy ảnh đồ chơi, hiệu ứng thu nhỏ, đen trắng dạng hạt, nét mịn, màu nước, quay phim giả thu nhỏ, art bold